# 三浦雄一郎
三浦 雄一郎（みうら ゆういちろう、1932年10月12日 - ）は、日本のスキー選手、登山家、獣医師。青森県出身。クラーク記念国際高等学校名誉校長、一般社団法人全国森林レクリエーション協会会長、特定非営利活動法人グローバル・スポーツ・アライアンス理事長、株式会社ミウラ・ドルフィンズ代表取締役、株式会社三浦雄一郎事務所代表取締役。
北海道大学獣医学部助手、青森大学教授、日本プロスキー連盟会長、社団法人日本職業スキー教師協会顧問、日本プロモーグルスキー協会会長などを歴任した。

## 概要
クラーク記念国際高等学校の校長に就任するとともに、全国森林レクリエーション協会の会長などを務めている。また、札幌市手稲区親善大使に委嘱されると同時に、青森市の名誉市民にも選ばれている。父の三浦敬三も山岳スキーヤーで、長男の三浦雄大は競技スキーヤー、二男の三浦豪太はリレハンメルオリンピック・長野オリンピックに出場したフリースタイルスキー・モーグル選手、長女の三浦恵美里はクラーク記念国際高等学校・横浜青葉キャンパス校長、ミウラ・ドルフィンズ代表取締役も兼務。母方の祖父は、第15回衆議院議員総選挙青森県第5区選出議員の小泉辰之助。2022年にクラーク記念国際高等学校の名誉校長に就任した。

## 来歴

### 生い立ち
幼少期は病弱で劣等生であり、幼稚園は中退、小学校4年生から5年生時には結核で肋膜炎を患い、長期入院のため一年の半分近くは学校に通えなかった。農林省（現・農林水産省）営林局に勤めていた父の仕事の都合で小学校は5回転校、旧制中学校は先述の健康問題が理由で1度旧制黒沢尻中学校（現・岩手県立黒沢尻北高等学校）への入試に失敗し小学生浪人、入学後も4回転校を繰り返した。
初めてスキーに接したのは小学校2年時、当時住んでいた弘前市の弘前城公園の坂をスキーで滑ったのがきっかけで、その後一家で仙台市郊外の農場に引っ越した際に本格的にスキーを始め、旧制青森中学校在学時に岩木山で開かれたスキー大会で優勝し初タイトルを獲得する。青森県立弘前高等学校在学時に、全日本スキー選手権大会の滑降競技で入賞、青森県高等学校スキー大会で3年連続個人優勝するなどの実績を重ねた。また同時期、スキージャンプを借り物のスキーで初めて飛んだにもかかわらず、県の二位に入賞したこともある。
大学進学において、スキーが出来るからという理由で北海道大学を受験先に選び、入学試験直前にもかかわらず「もう来られないかもしれない」と考え藻岩山でスキー三昧だったものの合格し、獣医学部に進学、北海道大学では一般教養部で当時理学部に在籍していた作家の渡辺淳一と同期だったが、後に渡辺は札幌医科大学に転校した。
在学中に当時の学長秘書、かつアルペンスキーの女子選手だった妻・朋子と出会い、同棲を経て結婚。大学院進学、そしてアメリカ留学を希望していたものの、肺の病気を患い、暫く母校の北大獣医学部に助手として勤務、札幌市月寒（現・札幌市豊平区月寒）にあった当時の北大農事試験場でブタやウシを扱う獣医師をしていた。26歳で助手の職を辞任、スキーに挑戦するも、優勝した全日本スキー選手権青森県予選閉会式で、全日本選手権への青森県からの派遣人数をめぐりスキー連盟関係者と対立、結局アマチュア資格を剥奪され、アマチュアスキー界永久追放の憂き目に遭う。
アマチュア資格剥奪後暫く、体力を鍛え直す意味も込めて、北アルプスの立山で歩荷として働いていた。

### プロスキーヤーとして

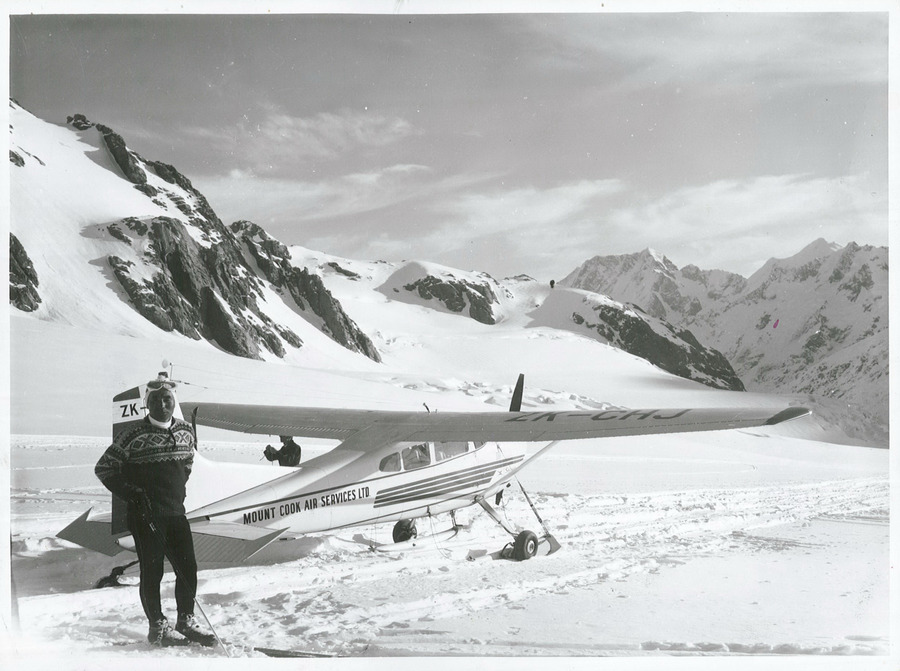
1966年8月、クック山にて

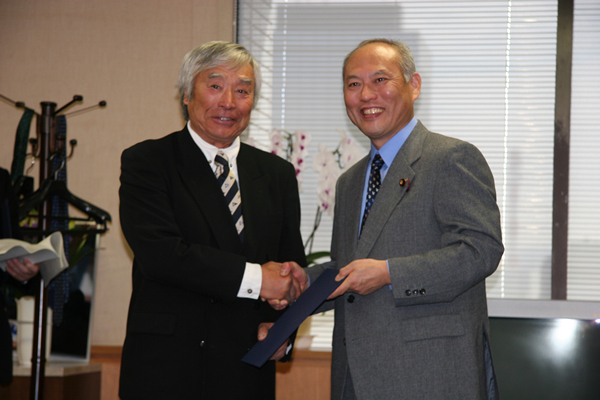
2007年11月、健康大使任命式にて厚生労働大臣舛添要一（右）と

1960年代始め頃からスキー学校を開設し、1962年、アメリカ合衆国でスタートしたばかりの世界プロスキー選手権に参加、トニー・ザイラーら冬季オリンピックの元メダリストも名を連ねる大会で世界ランク8位となるなど、
プロスキーヤーとして活躍、1964年7月イタリアで開催されたキロメーターランセに日本人で初めて参加、時速172.084キロの当時世界新記録を樹立（なお、この前後に3度転倒し、「世界で最も速い速度で転倒して無傷で生還する」という珍記録も樹立している）。なおこれに先立ち、防衛庁（現・防衛省）航空研究所の風洞実験室を使用し、空気抵抗の少ないスキーウェア開発も試みている。
1966年4月、富士山での直滑降を成功させる。この時ブレーキとしてパラシュートを使用した映像から、後にパラグライダーが開発されたという。
1970年5月にはエベレストのサウスコル8000m地点からの滑降（ギネスブックに掲載）を成功させ、その映像が『The Man Who Skied Down Everest』（エベレストを滑った男）というタイトルでドキュメンタリー映画化され、アカデミー賞記録映画部門で賞を獲得した。最終的に、1985年に54歳で南アメリカ大陸最高峰アコンカグアからの滑降を成功させたことにより、世界七大陸最高峰全峰からの滑降を成功させた（頂上からの滑降ではない）。
1971年スポーツ英雄大賞（スペイン）、1975年に米アカデミー賞（長編記録映画部門）＝「THE MAN WHO SKIED DOWN EVEREST」。

### 60代以降
1992年4月からクラーク記念国際高等学校（北海道深川市納内）校長。2006年6月からNPOグローバル・スポーツ・アライアンス理事長を務める。
1995年4月、友人である平成維新の会代表・大前研一が月刊誌『文藝春秋』（3月号）上で発表した新・薩長連合結成宣言の知事連盟構想に呼応して、新人対決の1995年北海道知事選挙に出馬したが、新進党推薦の前副知事堀達也と自民党推薦伊東秀子の争いに埋没し、得票率7パーセント弱で供託金没収の大惨敗（大前は1995年東京都知事選挙に立候補）。同年7月の第17回参議院議員通常選挙には、同じく平成維新の会公認候補（比例代表制名簿2位）として出馬している（いずれも落選）。
七大陸最高峰の滑降後に目標を失い、不摂生な生活を送った挙句、身長164cmに対し体重85kg超、血圧は200近くまで上がり、不整脈まで出る不健康な状態となってしまう。しかし、99歳にしてなおモンブラン氷河の滑降という挑戦を続ける実父や、オリンピックに出場した次男の豪太らを見て改心、65歳の時に、5年後の70歳でエベレスト登頂を果たすという目標を立て、外出時には常に両足に重りを付け20 kg近いリュックを常に背負うというトレーニングを再開、当初は藻岩山登山ですら息切れするという体たらくだった体力を回復させ、2003年5月22日、世界最高峰のエベレストに世界最高齢（ギネスブックに掲載）となる70歳7か月での登頂を果たす。同時に二男・豪太との日本人初の親子同時登頂も達成した。
2005年6月、全国森林レクリエーション協会会長に就任。
2006年9月、日本経済新聞に「私の履歴書」を連載する。
2008年5月26日、75歳でエベレストに再登頂。その前日にネパールのシェルチャンが76歳で登頂していたため、最高齢記録更新にはならなかった。
2009年2月、札幌市内のスキー場でコース内に作成されたバンクから飛び出し骨盤を骨折。手術後リハビリに励み回復した。
2010年、オーストリア・アルベルト・シュバイツァー協会よりアルベルト・シュバイツァー章を受章。
2013年5月23日、80歳で3度目のエベレスト登頂に成功した。再びエベレスト最高齢登頂者となる。下山中に体調を崩し、標高6500mのキャンプ2から標高5300ｍのベースキャンプまではヘリコプターを使って下山した。この登頂成功が、三浦アワード創設のきっかけとなった。同年、顕著な実績を挙げたとして第8回日本スポーツグランプリを受賞。
2018年7月、第1回ネパール社会貢献者表彰を贈られる。
2019年1月、86歳でアコンカグア登頂を目指す。ベースキャンプから5580mまでヘリコプターで飛び、6000mまで酸素ボンベを使って登るが、体調不良により断念し、ヘリコプターで下山した。
2019年2月、北海道の民放5局とNHK札幌放送局による共同キャンペーン『One Hokkaido Project』のキャンペーンソングに参加。
2019年4月、脳梗塞（ラクナ梗塞）になった。
2020年6月、頸髄硬膜外血腫になった。
2020年7月、ペースメーカー手術を受けた。
2022年3月31日付でクラーク記念国際高等学校の校長を退任し、4月1日付で名誉校長に就任。

## シェルチャンとの関係
三浦と同じく高齢でエベレスト登頂を目指したネパール人登山家ミン・バハドゥール・シェルチャンとは、しばしば登頂最高齢記録を争う間柄だった。
三浦が75歳でエベレストに登頂した2008年5月26日の前日に76歳で登頂を果たしたとされたが、その記録については、年齢を実証する書類、また登頂成功を証明する書類が存在しないことから当初認定されず、ギネスブックには三浦が最高齢登頂者として認定された。これに対してシェルチャン側が書類を揃え、再度、申請を行い、2009年11月23日にシェルチャンに認定証が授与された。
その記録は2013年5月23日に三浦によって更新され（80歳）、三浦の成功を知ったシェルチャンは81歳で登頂を試みるが途中で胸痛が出現し、5月28日に断念して下山した。三浦は帰国後、シェルチャンの登山記録にはネパール政府による何らかの作為が働いているのではないかという持論を展開したことがあり、またシェルチャン自身に対しては祭り上げられることへの同情を表明している。
シェルチャンは2017年にもエベレスト登頂に挑戦したものの、5月6日にベースキャンプで死亡し、三浦の記録を更新することはなかった。

## 著書
- 横田祐介撮影『新しいスキー読本:はやくうまくなるコツ』（山と溪谷社,1961年）
- 『スキーがうまくなる本』（山と溪谷社,1962年 ）
- 横田祐介撮影『雪と太陽:スキーのバリエーション』（山と溪谷社,1963年）
- 『スキー武者修行』（山と溪谷社,1963年）
- 『スキー超特急:時速172kmの滑降』（山と溪谷社,1964年）ISBN 4-12-201085-3
- 三浦敬三,三浦雄一郎著『三浦スキースクール』（ラジオ技術社,1965年）
- 『すばらしきスキー野郎 』（冬樹社,1966年）
- 『体験的スキー術:ドルフィンテクニック』（冬樹社,1966年）
- 『日本人のスキー』（文藝春秋,1967年）
- 三浦雄一郎,三浦敬三著『スキー冒険野郎』（秋田書店,1967年）
- 藤川清写真『飛翔』（冬樹社,1968年）
- 『エベレスト:日本エベレスト・スキー探検隊の記録』（文藝春秋,1970年）
- 『エベレスト大滑降』（文藝春秋,1970年）ISBN 4-06-134170-7
- 『三浦雄一郎の敗けない男の子にする本:父親は息子をどう鍛えたらよいか』（主婦と生活社,1976年）
- 『三浦雄一郎のスキー上達法』（ひかりのくに, 1976年）
- 『地球が俺の仕事場だ! 』（ダイヤモンド社,1977年）
- 『エベレストを滑った男』（北洋社,1977年）
- 『スキー入門:三浦雄一郎の直撃コーチ!』（小学館,小学館入門百科シリーズ,1978年）
- 『三浦雄一郎の子育て奮戦記』（大学教育社,1981年）
- 『人生への挑戦』（聖教新聞社,1981年）
- 『男、冒険、人生』（潮出版社,1982年）
- 『冒険への旅立ち』（日本放送出版協会,1982年）ISBN 4-14-014063-1
- 『血液循環がよくなり体がメキメキ強くなる:自分に自信がつくストレッチング公開』（経済界,1983年）ISBN 4-7667-0074-0
- 『親の子離れ子の親離れ:今、親の非が、子供を非行に走らせている!』（シンコー・ミュージック,1983年）   ISBN 4-401-61136-5
- 三浦雄一郎,スノードルフィンスキーチーム著『三浦雄一郎の初・中級スキー・テクニック』（スキージャーナル,1984年）ISBN 4-7899-1069-5
- 『50歳はスタートだ:南極最高峰への挑戦』（山と溪谷社,1985年）ISBN 4-635-04034-8
- 『スキー教室:君も名選手になれる』（成美堂出版,1985年）ISBN 4-415-01212-4
- 『かならずすべれるスキー初級テクニック』（小学館,1986年）ISBN 4-09-220197-4
- 『すべってころんで青春記』（山と溪谷社,1986年）ISBN 4-635-33011-7
- 『冒険野郎世界をすべる:なき虫少年のでっかい夢』（ポプラ社,1986年）ISBN 4-591-02332-X
- 三浦雄一郎,スノードルフィン・スキーチーム著『最新初歩のスキー・テクニック』（成美堂出版,1986年）ISBN 4-415-01231-0
- 三浦雄一郎&スノードルフィン・スキーチーム著『スキーイング:ボーゲンからの感覚スキー術』（千早書房,1988年） ISBN  4-924784-12-5
- 『エベレストを滑った男:冒険に生きる』（筑摩書房,1988年）ISBN 4-480-04112-5
- 三浦雄一郎&スノードルフィン・スキーチーム著『スノードルフィンの初歩のスキー』（成美堂出版,1990年）   ISBN  4-415-01261-2
- 『三浦雄一郎スキーmagic:雪に夢と自由を描いて』（同文書院,1991年）ISBN 4-8103-9012-8
- 『スキー教室』（成美堂出版,1994年）ISBN 4-415-01296-5
- 『冒険から世界は広がる』（NTT出版,1994年）ISBN 4-87188-364-7
- 『高く遠い夢:70歳エベレスト登頂記』（双葉社,2003年）ISBN 4-575-29577-9
- 三浦敬三,三浦雄一郎,三浦豪太著『三浦家のいきいき長生き健康法』（廣済堂出版,2004年）ISBN 4-331-51039-5
- 『三浦雄一郎が教える突然うまくなるスキー』（実業之日本社,2005年）ISBN 4-408-61132-8
- 『三浦雄一郎の元気力:"Can do spirit" makes anything possible』（小学館,2005年）ISBN 4-09-387555-3
- 三浦敬三,三浦雄一郎,三浦豪太著『三浦家の元気な食卓:驚くべきパワーの秘密』（昭文社,2005年）ISBN 4-398-20601-9
- 『人生はいつも「今から」』（ロングセラーズ,2006年）ISBN 4-8454-2085-6
- 三浦雄一郎,竹村健一著『人生のレールは一本ではない:悔いのない生き方をしよう』（太陽企画出版,2007年）ISBN 978-4-88466-434-3
- 三浦雄一郎,三浦豪太,小堀隆司著『生きがい。』（山と溪谷社,2008年）ISBN 978-4-635-33030-5
- 『冒険家:75歳エベレスト挑戦記』（実業之日本社,2008年）ISBN 978-4-408-45165-7
- 『75歳のエベレスト』（日本経済新聞出版社,2008年）ISBN 978-4-532-26017-0
- 『デブでズボラがエベレストに登れた理由:三浦雄一郎流「生きがい」健康術』（マガジンハウス,2008年）ISBN 978-4-8387-1919-8
- 『若く生きる:食こそ情熱を燃やす糧』（角川SSコミュニケーションズ,2008年）ISBN 978-4-635-33030-5
- 『わたしが冒険について語るなら』（ポプラ社,2010年）ISBN 978-4591114483
- 『歩けば歩くほど人は若返る』（小学館,2012年）ISBN 978-4-09-366546-9
- 『私はなぜ80歳でエベレストを目指すのか』 (小学館101新書,2013年) ISBN 978-4098251612

## 関連書籍
- 小谷明撮影『エベレスト：日本エベレスト・スキー探検隊の記録』（文藝春秋,1970年）
- 三浦敬三著『大滑降への50年:エベレスト・富士・八甲田』（実業之日本社,1970年）
- 五十嵐謙著, 正井滋魚等絵,三浦雄一郎監修『スキー入門:短期間で上達するコツ』（秋田書店,1972年）
- 西堀栄三郎ほか著『二十歳の世代へ伝えたい』（PHP研究所,1977年）
- 三浦恵美里著『フラスコの中の冒険:12歳からのアメリカ留学奮戦記』（山と渓谷社,1986年）ISBN    	    	 4-635-33012-5
- 長尾三郎著『マッキンリーに死す：植村直己の栄光と修羅』（講談社,1986年）ISBN 9784061844384
- NHK編『NHK文化講演会.14』（日本放送出版協会,1986年）ISBN 4-14-008504-5
- 三浦雄一郎監修,ミウラ・ドルフィンズ編『スキーマップル全国.1998』（昭文社,1998年）ISBN    	    	 4-398-15042-0
- 三浦雄一郎監修,ミウラ・ドルフィンズ編『スキーマップル東北.1999』（昭文社,1998年）ISBN    	    	 4-398-22659-1
- 三浦雄一郎監修,ミウラ・ドルフィンズ編『スキーマップル関西・中部:北陸・中国.1999』（昭文社,1999年）ISBN 4-398-22661-3
- 三浦雄一郎監修,ミウラ・ドルフィンズ編『スキーマップル関東甲信越・東北.2001版』（昭文社,2000年）ISBN 4-398-22921-3
- 三浦豪太著『父の大きな背中:三浦雄一郎と僕の冒険物語』（実業之日本社,2003年）ISBN 4-408-61108-5
- 植村直己述,文藝春秋編『植村直己、挑戦を語る』（文藝春秋,2004年）ISBN 4-16-660390-6
- 村口徳行著『四度目のエベレスト』（小学館,2005年）ISBN 4-09-411641-9
- 三浦雄一郎ほか述,北海道新聞社編『いま語る私の歩んだ道.2』（北海道新聞社,2006年）ISBN    	    	 4-89453-356-1

## メディア出演

### CM
- アメリカン・エキスプレス
- 北の誉（北海道ローカルCM）
- 大和実業 エスカイヤクラブ
- サントリー ローヤル（1990年）
- サントリー セサミン（2008年）

### TV
- 徹子の部屋（テレビ朝日）
- 激愛・三月までの… 第4話（TBS）（1984年2月9日）
- 笑っていいとも!（フジテレビ） - テレフォンショッキング・ゲスト（1984年）
- スタジオパークからこんにちは（NHK総合）（2003年）
- 午後は○○おもいッきりテレビ（日本テレビ）
- ミューズの晩餐 My Song, My Life（テレビ東京） - ゲスト（2009年11月28日）
- ムハハnoたかじん（関西テレビ、2008年07月25日）
- 仕事学のすすめ「冒険（ベンチャー）スピリットが扉を開く」（2012年9月・4回シリーズ、NHK Eテレ）
- にじいろジーン（関西テレビ、2013年3月16日「ぐっさんを連れて行くならこんなトコ」ゲスト）
- 三浦雄一郎75歳 世界最高峰エベレストに挑む!（日本テレビ、2008年7月20日）
- 三浦雄一郎80歳の挑戦 エベレスト登頂の真実（BS-TBS、2013年9月15日）
- 三浦雄一郎が見たラオスの光と影 食が支える子供たちの未来（BS朝日、2016年12月25日）

ほか多数

## 音楽

### レコード
- 恋の雪まつり（浜口庫之助：作詞・作曲、石田勝範：編曲）／雪山の思い出（三浦雄一郎・浜口庫之助：作詞、浜口庫之助：作曲、石田勝範：編曲）（1980年、CBS・ソニー、06SH-708）

### CD・デジタル配信
- 私たちの道（参加作品、2019年、 WESS RECORDS、デジタル配信2019年2月20日、CDシングル2019年3月6日）※"One Hokkaido Project"名義[13]

### MV
- 私たちの道（参加作品、2019年）※"One Hokkaido Project"名義[22]